# Notropis edwardraneyi
Notropis edwardraneyi és una espècie de peix cipriniforme de la família dels ciprínids.

## Morfologia
Els mascles poden assolir els 8 cm de longitud total.

## Distribució geogràfica
Es troba a Nord-amèrica: Alabama i Mississipi (Estats Units).